# 바스칸바이오제약
주식회사 바스칸바이오제약은 대한민국의 제약 기업이다.

## 역사
2015년 ㈜레고켐바이오사이언스가 한불제약을 인수하여 사명을 변경하였다.
2021년 제조업무정지를 받았다.
2022년에 코넥스 시장에 상장하였다.
2025년 지분율이 30% 수준으로 떨어지면서 레고켐바이오의 종속자회사가 아닌 관계기업으로 바뀌었다.